# Amephana
Amephana là một chi bướm đêm thuộc họ Noctuidae.

## Các loài
- Amephana anarrhini (Duponchel, 1840)
- Amephana aurita (Fabricius, 1787)
- Amephana dalmatica (Rebel, 1919)